# Întreprinderea de Construcții Aeronautice Românești
Les usines Întreprinderea de Construcții Aeronautice Românești (ICAR) de Bucarest furent créées en 1932, et se consacrèrent à la production sous licence d'avions BFW (Messerschmitt).

## Avions fabriqués par ICAR
- ICAR Universal